# Amygdalus ferganensis
Amygdalus ferganensis là loài thực vật có hoa trong họ Hoa hồng. Loài này được (Kostina & Rjabov) T.T. Yu & L.T. Lu mô tả khoa học đầu tiên năm 1986.